# Várzeamyrtörnskata
Várzeamyrtörnskata (Thamnophilus cryptoleucus) är en fågel i familjen myrfåglar inom ordningen tättingar.

## Utseende
Várzeamyrtörnskatan är en medelstor (16–17 cm) svart myrtörnskata. Fjäderdräkten är helsvart med rött öga och en vit fläck på skuldrorna. Hanen har även några vita fjädrar i vingen.

## Utbredning och status
Den förekommer från nordöstra Ecuador till norra Peru och västra Amazonområdet i Brasilien. Den behandlas som monotypisk, det vill säga att den inte delas in i några underarter.

## Status och hot
Arten har ett stort utbredningsområde, men tros minska i antal, dock inte tillräckligt kraftigt för att den ska betraktas som hotad. Internationella naturvårdsunionen IUCN listar arten som livskraftig (LC).

## Namn
Várzea är flodnära skogar i Amazonasbäckenet som står under vatten under regnperioden.